# Contea di Noble (Oklahoma)
La contea di Noble (in inglese Noble County) è una contea dello Stato dell'Oklahoma, negli Stati Uniti. La popolazione al censimento del 2000 era di 11 411 abitanti. Il capoluogo di contea è Perry.